# فأر جيبي مخطط
فأر جيبي مخطط (الاسم العلمي: Chaetodipus lineatus) هو نوع من الحيوانات يتبع جنس فأر جيبي خشن من فصيلة الغوفرية.